# Reg Strikes Back Tour
Reg Strikes Back Tour – światowa trasa koncertowa Eltona Johna, która odbyła się na przełomie 1988 i 1989 r.; obejmowała 87 koncertów.
W 1988 trasa obejmowała 29 koncertów w USA i 4 w Japonii (w Japonii Eltona Johna wspomagał Eric Clapton). W 1989 trasa obejmowała 52 koncerty w Europie.

## Program koncertów
1. "Sixty Years On"
2. "I Need You to Turn To"
3. "The King Must Die"
4. "Burn Down The Mission"
5. "Sorry Seems to be the Hardest Word"
6. "Have Mercy on the Criminal"
7. "Funeral for a Friend"/"Love Lies Bleeding"
8. "Tiny Dancer"
9. "The Ballad of Danny Bailey"
10. "I Guess That's Why They Call it the Blues"
11. "Philadelphia Freedom"
12. "The Bitch Is Back"
13. "Sad Songs (Say So Much)"
14. "A Word in Spanish"
15. "Mona Lisas and Mad Hatters"
16. "Mona Lisas and Mad Hatters (Part Two)"
17. "Daniel"
18. "Rocket Man"
19. "I Don’t Wanna Go On With You Like That"
20. "Saturday's Night Alright For Fighting"
21. "Your Song"
22. "Lucy in the Sky with Diamonds"
23. "I'm Still Standing"

## Lista koncertów

### Koncerty w 1988

#### USA
- 9 i 10 września – Miami, Floryda – Miami Arena
- 11 września – Orlando, Floryda – USF Sun Dome
- 13 września – Columbia, Maryland – Merriweather Post Pavillion
- 14 września – Cuyahoga Falls, Ohio – Blossom Music Center
- 16 i 17 września – Chicago, Illinois – Poplar Creek Music Center
- 18 września – Milwaukee, Wisconsin – Marcus Amphitheater
- 20 września – Denver, Kolorado – Fiddlers Green Amphitheater
- 23, 24 i 25 września – Los Angeles, Kalifornia – Hollywood Bowl
- 27 września – Costa Mesa, Kalifornia – Pacific Amphitheatre
- 30 września – Dallas, Teksas – Starplex Amphitheater
- 1 października – Houston, Teksas – The Summit
- 4 i 5 października – Filadelfia, Pensylwania – The Spectrum
- 7 października – Hartford, Connecticut – Hartford Civic Center
- 8, 9 i 10 października – Worcester, Massachusetts – DCU Center
- 12, 13, 14 i 15 października – Auburn Hills, Michigan – The Palace of Auburn Hills
- 18, 20, 21 i 22 października – New York City, Nowy Jork – Madison Square Garden

#### Japonia(z udziałemErica Claptona)
- 31 października – Nagoja, Nippon Gaishi Hall
- 2 listopada – Tokio, Tokyo Dome
- 4 listopada – Tokio, Nippon Budokan
- 5 listopada – Osaka, Osaka Stadium

### Koncerty w 1989

#### Europa
- 20 marca – Lyon, Francja – Halle Tony Garnier
- 23,24,25, 26 i 27 marca – Paryż, Francja – Palais Omnisports de Paris-Bercy
- 29 i 30 marca – Bruksela, Belgia – Forest National
- 1 kwietnia – Düsseldorf, Niemcy – Phillipshalle
- 2 kwietnia – Kiel, Niemcy – Ostseehalle
- 4 kwietnia – Berlin, Niemcy – Deutschlandhalle
- 6 kwietnia – Hamburg, Niemcy – Alsterdorfer Sporthalle
- 7 kwietnia – Kopenhaga, Dania – Brøndby Hall
- 9 kwietnia – Sztokholm, Szwecja – Globen
- 10 kwietnia – Oslo, Norwegia – Drammenshallen
- 12 kwietnia – Essen, Niemcy – Grugahalle
- 13 kwietnia – Kolonia, Niemcy – Koln Sporthalle
- 14 i 15 kwietnia – Frankfurt, Niemcy – Festhalle
- 17 kwietnia – Saarbrücken, Niemcy – Saarlandhalle
- 19 kwietnia – Lozanna, Szwajcaria – Patinoire De Malley
- 21 kwietnia – Marbella, Hiszpania – Estadio Municipal
- 23 kwietnia – Madryt, Hiszpania – Palacio des Deportes de la Communidad de Madrid
- 25 kwietnia – Barcelona, Hiszpania – Sports Palace
- 26 kwietnia – Werona, Włochy – Verona Arena
- 27 kwietnia – Mediolan, Włochy – Palatrussardi
- 28 kwietnia – Rzym, Włochy – The Palaeur
- 1 i 2 maja – Wiedeń, Austria – Stadthalle
- 3, 5 i 6 maja – Zurych, Szwajcaria – Hallenstadion
- 8 maja – Stuttgart, Niemcy – Schleyerhalle
- 17, 18 i 19 maja – Birmingham, Anglia – National Exhibition Centre
- 21, 22, 23, 24, 25, 27, 28, 29 i 30 maja – Londyn, Anglia – Wembley Arena
- 1 i 2 czerwca – Edynburg, Szkocja – Edinburgh Playhouse
- 5 i 6 czerwca – Belfast, Irlandia Północna – King’s Hall
- 8, 9 i 10 czerwca – Dublin, Irlandia – RDS Stadium